# Rondel

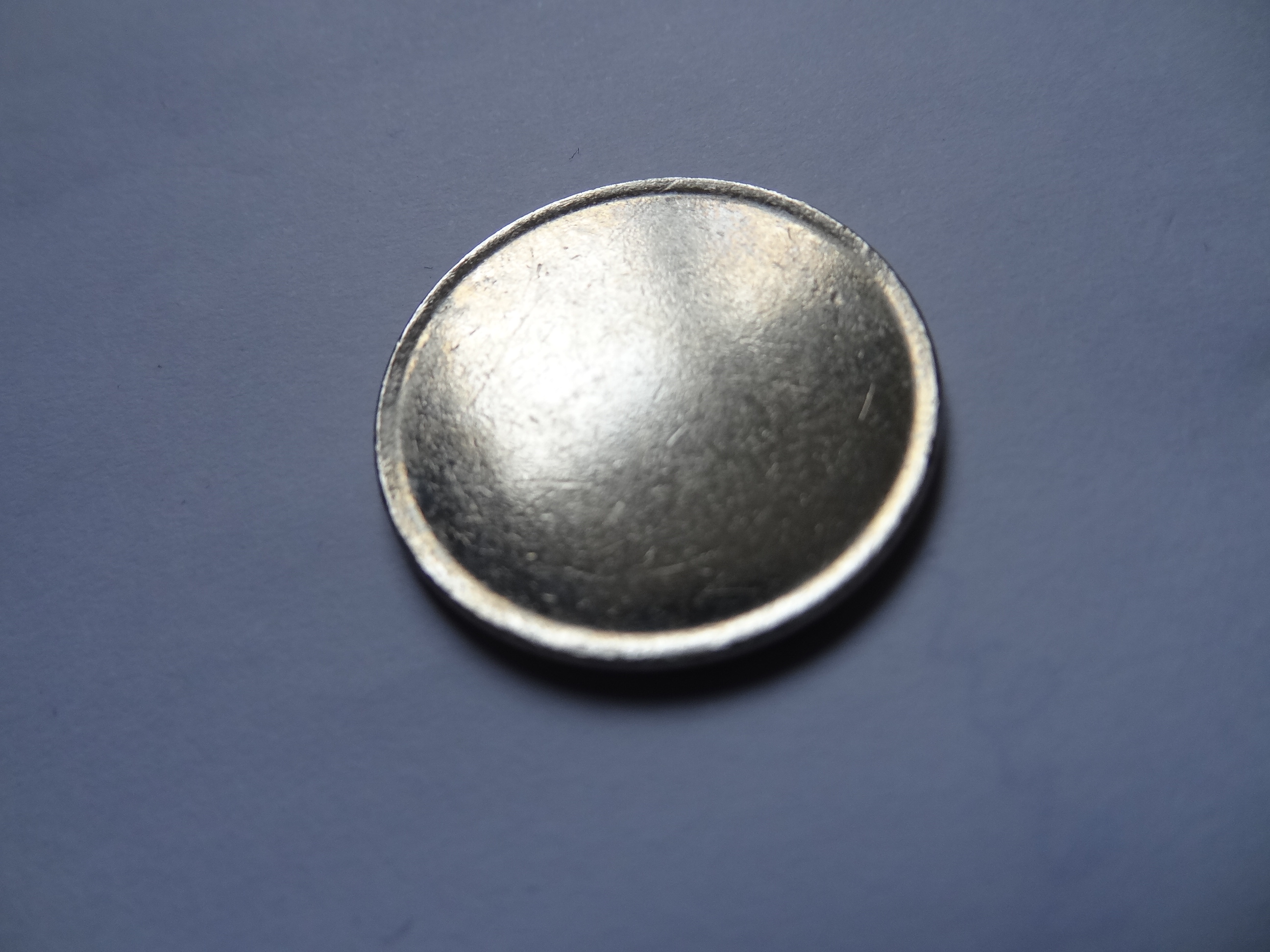
Een rondel, hier met opstaande rand

Een rondel is een muntplaatje dat uit een plaat metaal is gestansd of gezaagd. Het muntplaatje is nog niet bewerkt, de muntzijde en beeldenaar ontbreken nog. Het kan wel zo zijn dat het eventuele randschrift wel al is aangebracht, dit is geheel afhankelijk van wat het munthuis bestelt bij de leverancier. Sommige munthuizen smelten zelf hun rondellen waardoor zij het gehele muntproces zelf in huis hebben.